# Elfriede Hermann
Elfriede Hermann (* 30. Juli 1960 in Neuburg an der Donau; † 17. Februar 2025 in Göttingen) war eine deutsche Ethnologin. Sie lehrte als Professorin für Allgemeine Ethnologie mit dem Schwerpunkt asiatisch-pazifischer Raum an der Georg-August-Universität Göttingen.

## Leben
Hermann wuchs in Wagenhofen auf und absolvierte 1979 das Abitur am Descartes-Gymnasium in Neuburg an der Donau. Sie studierte Ethnologie an den Universitäten Tübingen und Göttingen. Nach ihrer Promotion wurde sie 2012 auf eine Professur an der Universität Göttingen berufen.

## Forschung
Hermann forschte schwerpunktmäßig im pazifischen Raum, insbesondere in Kiribati. Ihre Arbeit konzentrierte sich auf kulturelle Transformationsprozesse, Migration, Emotionen und die Auswirkungen des Klimawandels auf indigene Gemeinschaften. Sie war Mitbegründerin des Göttinger Instituts für Ethnologie und engagierte sich in der Ethnographischen Sammlung der Universität.

## Tod
Elfriede Hermann verstarb am 17. Februar 2025 nach langer Krankheit im Alter von 64 Jahren in Göttingen. Ihr Tod wurde von der Universität Göttingen und der Deutschen Gesellschaft für Sozial- und Kulturanthropologie (DGSKA) mit großer Anteilnahme aufgenommen.

## Publikationen (Auswahl)
- Hermann, Elfriede; Kempf, Wolfgang: Musik und Tanz im Kampf gegen Klimawandel – Verknüpfte Wirkungen von Tanzkleidung in Kiribati. In: Kraus, Maria (Hrsg.): Weltenfragmente – Die Ethnologische Sammlung der Georg-August-Universität Göttingen. Göttingen: Universitätsverlag, 2024, S, S. 274–287.
- Hermann, Elfriede; Reithofer, Hans; Falck, Carsten: Sharing Knowledge on Entangled Histories and Climate Change Consequences in Oceania. In: Pöllath, Matthias (Hrsg.): Didaktische Perspektiven auf die Geschichte und Kultur des Pazifiks. Frankfurt am Main: Wochenschau Verlag, 2024, S, S. 137–149.
- Hermann, Elfriede; Kempf, Wolfgang: Climate Change Songs and Emotions: Articulating Agency in the Central Pacific. GISCA Occasional Paper Series, 32 2021.
- Hermann, Elfriede (2011): Changing Contexts, Shifting Meanings: Transformations of Cultural Traditions in Oceania. Honolulu: University of Hawaiʻi Press.
- Hermann, Elfriede; Kempf, Wolfgang; van Meijl, Toon (Hrsg.): Belonging in Oceania: Movement, Place-Making and Multiple Identifications. New York: Berghahn Books 2014.